# Maria Teresa Cayetana de Silva
Maria Teresa Cayetana de Silva Álvarez de Toledo (Madrid, 10 de junho de 1762 – Idem, 23 de julho de 1802), 12ª duquesa de Alba, foi uma aristocrata espanhola e musa do pintor Francisco Goya.

## Biografia

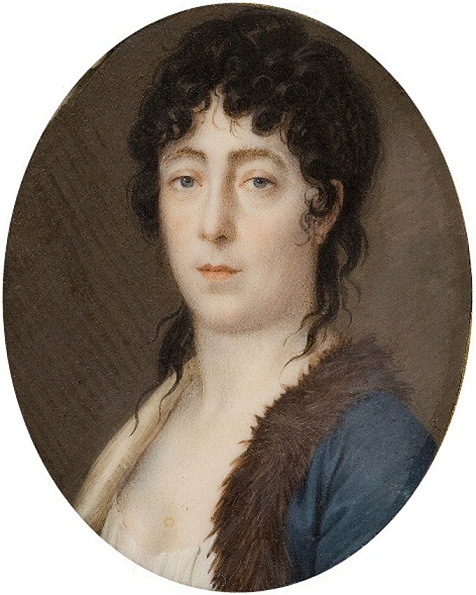
Duquesa de Alba

Maria del Pilar Teresa Cayetana de Silva Álvarez de Toledo nasceu em Madrid no dia 10 de junho de 1762, no palácio da família na rua Duque de Alba. Filha de Francisco de Paula de Silva, duque de Huéscar, e de María del Pilar de Silva Bazán, recebeu um extenso nome em homenagem a diversas figuras religiosas e familiares. Foi batizada no dia seguinte ao nascimento pelo bispo eleito de Quito, Francisco Hernández de Xátiva. Com a morte precoce de seu pai, em 1770, herdou o título de marquesa de Coria e tornou-se herdeira do ducado de Alba, vindo a assumir o título de duquesa em 1776, após o falecimento de seu avô.
Criada sob os ideais do Iluminismo, teve uma educação refinada sob os cuidados da mãe viúva e do avô. Em 1773, aos onze anos, foi acordado seu casamento com seu primo José Álvarez de Toledo y Gonzaga, duque de Fernandina, união que se consumou em 1775 em Madrid. O casal se destacou pelo patrocínio às artes, apoiando nomes como Ramón de la Cruz, a atriz La Tirana, músicos e pintores (em particular Francisco Goya). Também iniciaram a construção do Palácio de Buenavista, posteriormente sede do Ministério do Exército espanhol.
Envolta em lendas e polêmicas da corte, é frequentemente mencionada em supostos conflitos com figuras como a duquesa de Osuna e a rainha Maria Luísa de Parma. Após enviuvar, manteve relação próxima com o militar Antonio Cornel Ferraz, o que causou desconforto político a Manuel Godoy. Uma das mais persistentes lendas envolve seu suposto romance com Goya, que pintou diversos retratos seus, incluindo o célebre A Maja Vestida e A Maja Nua, embora estudiosos modernos descartem que ela tenha posado para essas obras.
A duquesa faleceu repentinamente em 23 de julho de 1802, em sua residência na rua Barquillo, cercada de rumores de envenenamento, o que motivou uma investigação real que não encontrou evidências de crime. Foi sepultada na igreja dos jesuítas na rua de Noviciado, em Madrid, sendo posteriormente trasladada ao Cemitério de San Isidro. Em seu testamento, redigido em 1797, favoreceu empregados e pessoas de sua confiança, deixando apenas parte de sua valiosa coleção de arte ao herdeiro do ducado, o que gerou uma longa disputa judicial com a família Fitz-James.